# ستان أندروز
ستان اندروز (بالإنجليزية: Stan Andrews)‏ هو لاعب كرة قاعدة أمريكي، ولد في 17 أبريل 1917 في لين في الولايات المتحدة، وتوفي في 10 يونيو 1995 في برادنتون في الولايات المتحدة.

## وصلات خارجية
- ستان اندروز على موقعبيزبول رفرنس.كوم (الدوري الرئيسي) (الإنجليزية)
- ستان اندروز على موقعبيزبول رفرنس.كوم (الدوري الثانوي) (الإنجليزية)
- ستان اندروز على موقع مشجعي الرسوم البيانية (الإنجليزية)